# Plistonax albolinitus
Plistonax albolinitus là một loài bọ cánh cứng trong họ Cerambycidae.